# 劉仁 (天順進士)
劉仁（1429年—？年），字元善，四川重慶府合州人，民籍，治《易經》，年三十六歲中式天順八年甲申科第三甲第六十三名進士。十一月初八日生，行一。由國子生中式四川鄉試第九十一名舉人，會試中式第一百十八名。

## 家族
曾祖劉志善；祖劉永堅；父劉根，陰陽訓術；母李氏。具慶下，妻彭氏，繼妻張氏；弟儀；侃；□；佐；信；倜。